# Bopyrophryxus branchiabdominalis
Bopyrophryxus branchiabdominalis is een pissebed uit de familie Bopyridae. De wetenschappelijke naam van de soort is voor het eerst geldig gepubliceerd in 1965 door Codreanu.